# Canichana
El canichana és una llengua indígena, genèticament no classificada, de l'amazònia boliviana, que avui es troba probablement extinta. Els canichanas estan assentats principalment a la comunitat de San Pedro Nuevo, localitzada en el municipi de San Javier, província de Cercado, al departament de Beni.
Des de la promulgació del decret suprem núm. 25894 l'11 de setembre de 2000 el canichana és una de les llengües indígenes oficials de Bolívia. Va ser inclòs en la Constitució Política promulgada el 7 de febrer de 2009.

## Ús i distribució
El territori canichana forma part de la regió històricament coneguda com Moxos (o Mojos), que cobreix aproximadament 200.000 quilòmetres quadrats del que avui és el departament de Beni. Segons les dades proporcionades per Crevels i Muysken (2009:15), basats en el Cens 2001, la població canichana ascendia en aquell temps a 404 membres. Durant la investigació realitzada per Crevels entre 1999 i 2001, l'autora només va poder trobar a tres ancians que encara recordaven algunes paraules i frases soltes en canichana (Crevels, 2012). Pel que fa al grup ètnic, Crevels (2012) assenyala que els canichanas es dediquen sobretot a l'agricultura, cultivant productes agrícoles com la iuca, el blat de moro, l'arròs, el frijol i el plàtan. Una part de la collita va destinada a l'autoconsum i l'altra a la venda local. La caça, la pesca i la recol·lecció són activitats tradicionals complementàries, a part de la venda de la seva mà d'obra.

## Classificació genètica
Com assenyala Crevels (2012), malgrat totes les propostes temptatives per classificar el canichana genèticament (vegeu p. Ex. Markham, 1910; Pauly, 1928; Tovar & Larrucea de Tovar, 1984; Greenberg, 1987), la llengua continua sent considerada fins avui com una llengua aïllada o, més encara, com una llengua no classificada.